# Virgen del Castillo Viejo
Nuestra Señora del Castillo Viejo es una advocación mariana que se encuentra en la ciudad de Valencia de Don Juan (León, España). Es la patrona de esta ciudad junto al Bendito Cristo de Santa Marina.
Debe su nombre a que originalmente se encontraba en una capilla existente en el castillo de Valencia de Don Juan.

## La imagen de la Virgen del Castillo Viejo

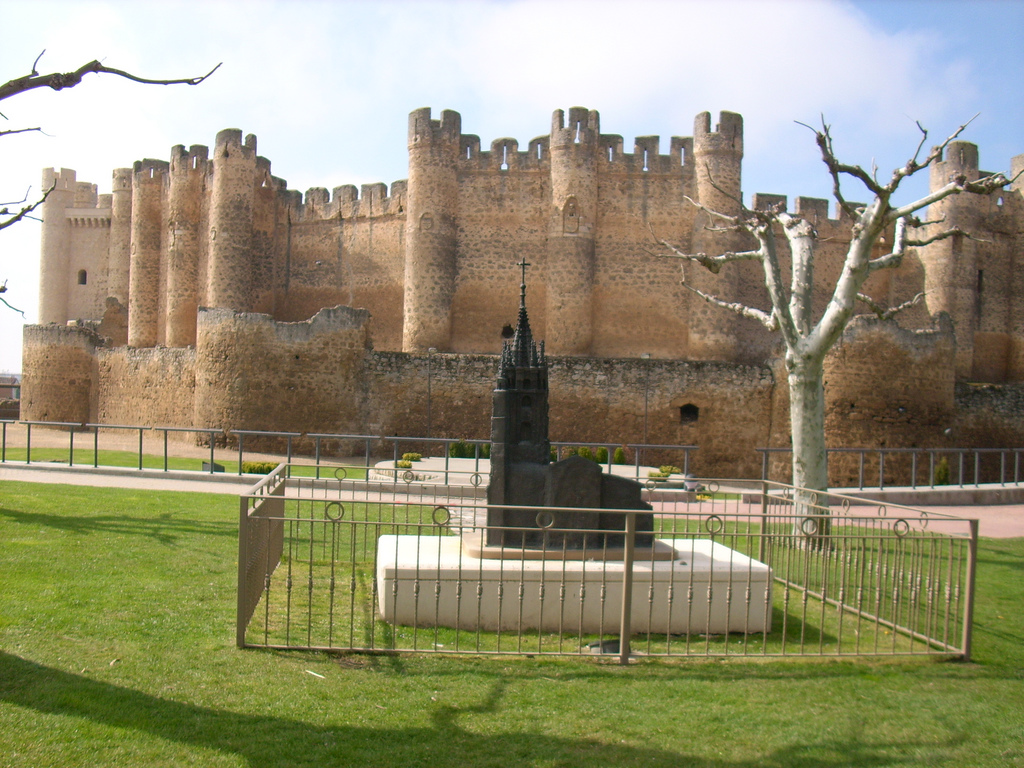
Vista del castillo de Valencia de Don Juan, y en primer plano una réplica de la Catedral de Oviedo, que representa el hermanamiento de ambas ciudades.

La imagen de la Virgen es una talla gótica de piedra, salida del taller escultórico de la catedral de León en el siglo XIII. Por tanto, constituye una talla similar a la Virgen Blanca de León, si bien la de Valencia de Don Juan, al haberse conservado al interior durante ocho siglos, conserva la policromía original, algo que ha perdido la imagen leonesa al estar a la intemperie.
Su peso es de 580 Kg. Ello se debe a que casi la totalidad de la imagen, de 2,10 metros de altura, está realizada en piedra caliza policromada. Sólo las manos derechas de la Virgen y del Niño Jesús son de madera.

## Iglesia de Nuestra Señora del Castillo Viejo

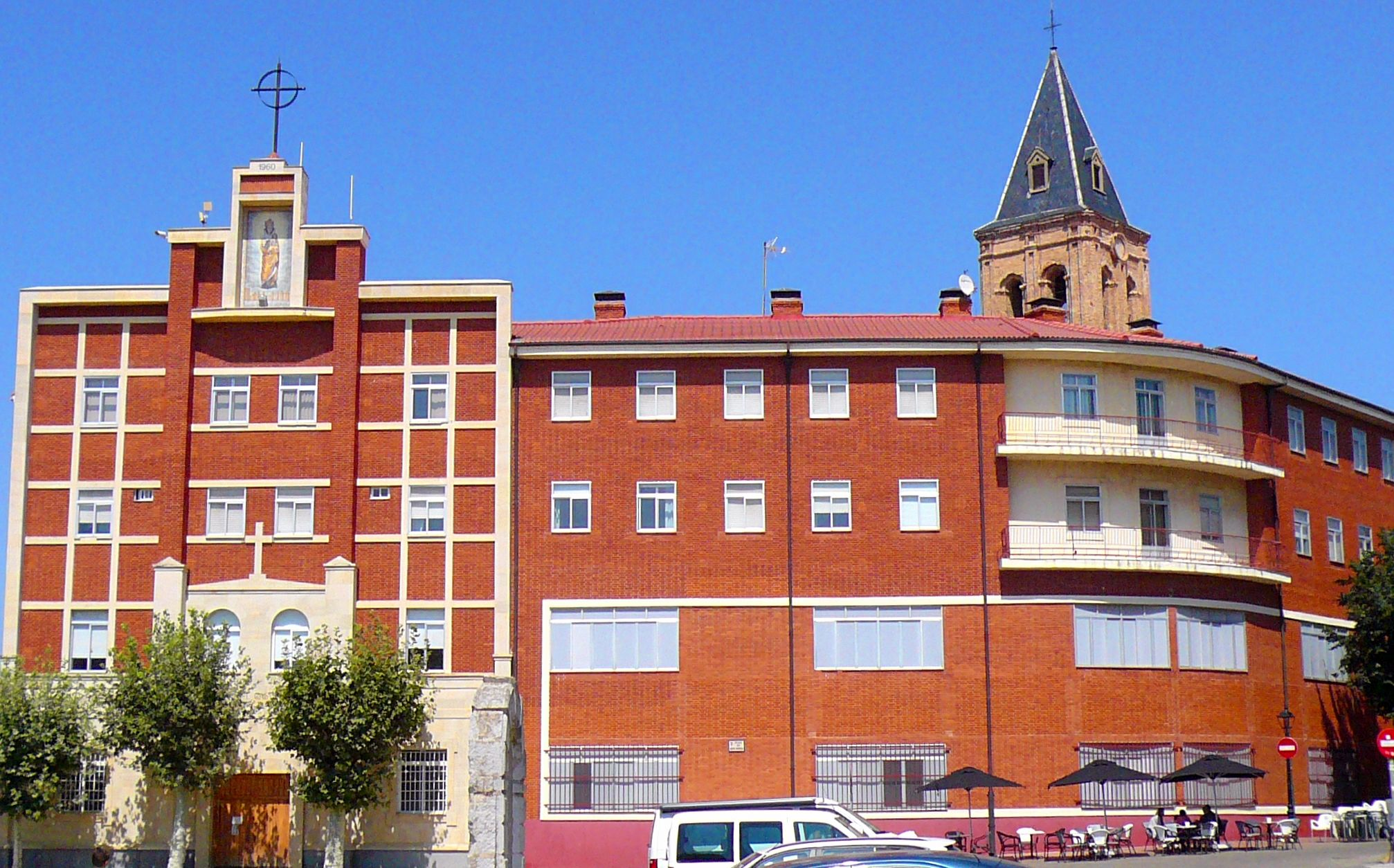
Iglesia de Nuestra Señora del Castillo Viejo.

La iglesia de Nuestra Señora del Castillo Viejo, en cuyo interior se venera la imagen en cuestión, fue construida en el siglo XVI. Este templo cuenta también con un notable retablo del Descendimiento de la escuela de Becerra, entre otras obras de amplio valor artístico. Además, al lado del altar se encuentra el Panteón de los Condes de Valencia de Don Juan.
En el edificio anexo a la iglesia residió hasta hace pocos años una comunidad de la Orden de San Agustín, que gestionaba allí una hospedería y apoyaban el desarrollo cultural de la urbe.
También en esta iglesia tiene su sede la Cofradía de Nuestra Señora de los Dolores y Soledad, que organiza junto a la Hermandad de Jesús de Nazaret la Semana Santa en Valencia de Don Juan. Dicha cofradía tiene a su titular, Nuestra Señora de los Dolores y Soledad también en la iglesia, y es desde este templo donde tienen lugar gran parte de las salidas procesionales de la Semana Santa coyantina.

## Fiestas
Las fiestas patronales en honor a Nuestra Señora del Castillo Viejo y al Bendito Cristo de Santa Marina, se celebran durante toda la primera quincena de septiembre, ya que la festividad de cada uno de ellos es el 8 de septiembre y el 14 de septiembre, respectivamente. Esto representa el colofón de los veranos con gran afluencia turística procedente, principalmente, de Asturias. Durante estos días se celebran todo tipo de actividades lúdicas, deportivas y culturales.
El primer día grande es la festividad de la virgen, en la cual se celebra la tradicional ofrenda del cirio a la virgen, una celebración que se tiene constancia de su celebración desde hace más de tres siglos. Dicho acto consiste en la ofrenda de un cirio por parte de la corporación municipal, y las damas y reina de las fiestas acompañados por sus pajes vestidos con el traje tradicional coyantino. El acto finaliza con una misa en el interior de la iglesia. Todo ello ocurre acompañados del pendón local. Además, las peñas realizan una ofrenda floral a la virgen.

## Himno de la Virgen
Este fue compuesto por el célebre compositor y director Rodrigo de Santiago, que fue director de la Banda de Música de Valencia de Don Juan entre 1940 y 1947, y la letra es del poeta y sacerdote coyantino Gilberto Blanco Álvarez.
¡Gloria a ti, Patrona de Coyanza;

dulce Madre de este pueblo de honor!

Virgen del Castillo, en tu alabanza

tus hijos te cantan con amor.

Además, existe una marcha procesional dedicada a la Virgen del Castillo Viejo compuesta también por Rodrigo de Santiago que es interpretada habitualmente por la banda municipal, aunque también se ha extendido a otras zonas de Castilla y León.